# Bodilprisen for bedste manuskript
Bodilprisen for bedste manuskript er en filmpris ved den årlige Bodilprisuddeling, som uddeles af foreningen Danske Filmkritikere i samarbejde med Danske Dramatikere.
Prisen blev uddelt for første gang ved Bodiluddelingen i 2015.

## Modtagere

### 2010'erne
| Årstal | Modtager(e)                          | Film               |
| ------ | ------------------------------------ | ------------------ |
| 2015   | Christian Torpe                      | Stille hjerte      |
| 2016   | May el-Toukhy og Maren Louise Käehne | Lang historie kort |
| 2017   | Christian Tafdrup                    | Forældre           |
| 2018   | Adam August og Fenar Ahmad           | Underverden        |
| 2019   | Jakob Weis                           | Den tid på året    |

### 2020'erne
| År                                                 | Modtager(e)                                  | Film                |
| -------------------------------------------------- | -------------------------------------------- | ------------------- |
| 2020                                               | René Frelle Petersen                         | Onkel               |
| 2021                                               | Thomas Vinterberg og Tobias Lindholm         | Druk                |
| 2022                                               | Maya Ilsøe, Jesper Fink og Charlotte Sieling | Margrete Den Første |
| 2023                                               | Ali Abbasi og Afshin Kamran Bahrami          | Holy Spider         |
| 2024                                               | Malou Reymann og Sara Isabella Jønsson       | Ustyrlig            |
| 2025                                               |                                              |                     |
| Nagieb Khaja, Jesper Fink og Charlotte Sieling     | Vejen hjem                                   |                     |
| Christina Rosendahl                                | Fuld af kærlighed                            |                     |
| Mads Matthiesen                                    | Mr. Freeman                                  |                     |
| Niclas Bendixen, Christian Torpe & Kristian Halken | Rom                                          |                     |
| Emil Nygaard Albertsen & Gustav Møller             | Vogter                                       |                     |